# Hadena albitela
Hadena albitela là một loài bướm đêm trong họ Noctuidae.